# Disiřičitan draselný
Disiřičitan draselný (též pyrosiřičitan draselný) je anorganická sloučenina s vzorcem K2S2O5. Jedná se o bílý krystalický prášek se štiplavým sirným pachem. Používá se hlavně jako antioxidant a k chemické sterilaci. Je chemicky velmi podobný disiřičitanu sodnému, se kterým jej lze v některých případech vzájemně zaměňovat. Obecně se preferuje spíše disiřičitan draselný, protože nezvyšuje obsah sodíku ve výživě.

## Struktura
Disiřičitan draselný má monoklinickou (jednoklonnou) krystalovou strukturu. Rozkládá se při 190 °C na oxid draselný a oxid siřičitý:
K2S2O5(s) → K2O(s) + 2SO2(g)

## Použití

### Víno
Disiřičitan draselný je běžným aditivem (jako přídatná látka pro použití v potravinách má označení E224) do vín a moštů, kde uvolňuje oxid siřičitý SO2 („síření“). Chrání proti růstu divokých mikroorganismů a působí jako účinný antioxidant, čímž chrání barvu, chuť a vůni vína.
Typické dávkování je 1/4 čajové lžičky disiřičitanu draselného na šestigalonový sud moštu (zhruba 75 ppm SO2) před kvašením a 1/2 čajové lžičky (150 ppm SO2) při stáčení.
Při sanitaci vinařského náčiní se používá sprej s roztokem 1% SO2 (2 čajové lžičky disiřičitanu draselného na litr)

### Pivo
Disiřičitan draselný se někdy používá v pivovarnictví k inhibici růstu divokých kvasinek, bakterií a hub. Říká se tomu „stabilizace“. Disiřičitan se používá také k neutralizaci chloraminu, který se přidává v úpravnách pitné vody k její dezinfekci. V Česku se v drtivé většině případů[zdroj?] používá k dezinfekci vody chlornan sodný. Použití chloraminu zvyšuje koncentraci nežádoucích amonných iontů ve vodě. Týká se to jak domácího vaření piva, tak i komerční produkce. Nepoužívá se až tolik pro vaření piva, protože mladina se téměř vždy vaří a tedy se stejně zničí většina mikroorganismů. Lze ho ale přidávat do vody použité při drcení ječmene, aby se odstranily chloraminy, které mohou způsobovat fenolickou pachuť piva. (A. J. DeLange)